# Distretto di Sidi Ali
Il distretto di Sidi Ali è un distretto della provincia di Mostaganem, in Algeria.

## Comuni
Il distretto di Sidi Ali comprende tre comuni:
- Sidi Ali
- Ouled Maallah
- Tazgait